# Exit (jeu vidéo)
Pour les articles homonymes, voir Exit.
Exit est un jeu vidéo de réflexion sur PlayStation Portable. Il a été développé par Moss et édité, au Japon et en Europe, par Taito, et en Amérique du Nord et en Australie, par Ubisoft. Il est le premier jeu vidéo d'une série débutée en décembre 2005 au Japon. Sa sortie officielle en France s'est faite le 30 mars 2006. Il est ensuite sorti sur la plate-forme de téléchargement Xbox Live Arcade, le 24 octobre 2007. Il a aussi été porté sur Nintendo DS en janvier 2008 par Taito au Japon, par Square Enix en Europe et en Amérique du Nord, et par Ubisoft en Australie.

## Système de jeu
Le joueur incarne un petit personnage dont le but est d'évacuer les différents niveaux (dix séquences composées de dix niveaux chacune) et de sauver un maximum de personnes.

## Graphismes
Ce jeu tire parti des possibilités 3D de la PSP principalement d'un aspect en cel-shading.